# Bunker Strausberg

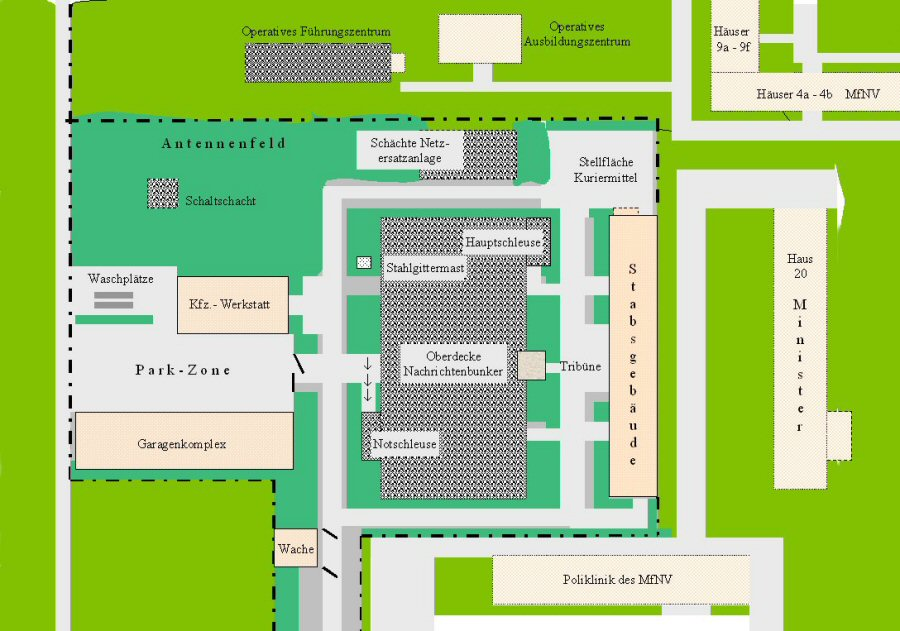
Geländeübersicht zur Lage von Elementen der HptNZ

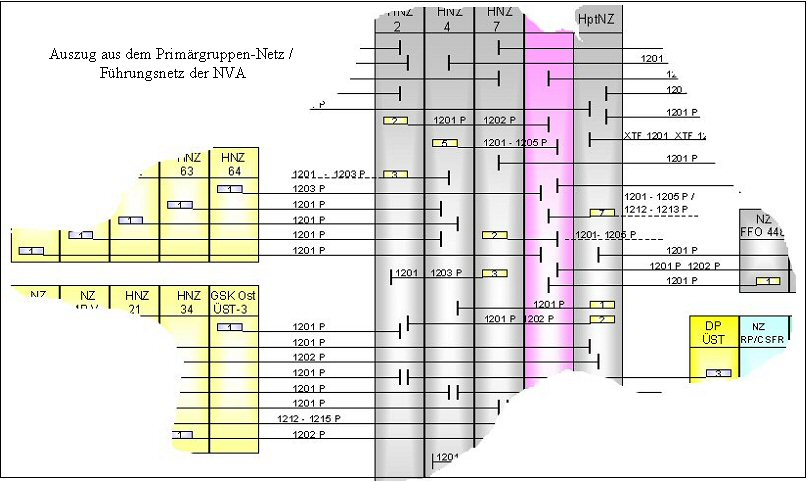
Auszug aus dem Schema des Primägruppen-Netzes/Führungsnetz der NVA

Der Bunker Strausberg wurde im Rahmen des ersten Bunkerbauprogramms der DDR von 1968 in den 1970er Jahren in der Liegenschaft der Hauptnachrichtenzentrale innerhalb der Grenzen des damaligen Ministeriums für Nationale Verteidigung errichtet und Ende 1979 in Betrieb genommen, seine offizielle Indienststellung durch den Minister für Nationale Verteidigung erfolgte am 13. Juni 1980. Er stellte mit dem Bunker Kagel die technische Basis der Hauptnachrichtenzentrale des MfNV dar. Im Bunker waren wesentliche Einrichtungen der Nachrichtenzentrale "Wostok" des Ministeriums für Nationale Verteidigung der DDR installiert. Im „Integrierten Stabsnetz der Partei- und Staatsführung der DDR und der bewaffneten Organe“, im allgemeinen Sprachgebrauch als Sondernetz 1 oder Integriertes Stabsnetz der NVA bezeichnet, bestand ein enges Zusammenwirken mit der Hauptvermittlungsstelle 2 dieses Netzes im Bunker Strausberg (Deutsche Post).
Siehe dazu auch

## Zweckbestimmung
Der Bunker in Strausberg, ein Bauwerk mit zwei Etagen und den Grundmaßen von 70 × 30 m, sicherte als Knoten- und Endvermittlungszentrale alle Arten von Nachrichtenverbindungen für das MfNV, eingeschlossen das Operative Führungszentrum (OFZ). Im Rahmen des Warschauer Pakts wurde die Nachrichtenzentrale zu einem Musterbeispiel deklariert. Aus operativ-strategischer Sicht wurde die Bunkeranlage in Kagel abgesetzt vom Stammobjekt Strausberg betrieben. Er stellte alle für das Betreiben von Funkverbindungen erforderlichen Funksender mit einer Leistung bis 5 kW zur Verfügung. Dazu standen insgesamt, einschließlich der unterirdischen Erdantennen, 40 verschiedene Antennensysteme auf einer Fläche von ca. 40 ha zur Verfügung.
Die Hauptnachrichtenzentrale war ein Nachrichtentruppenteil der direkt dem MfNV unterstellt war. Der Bunker entsprach der Schutzklasse „E“, hatte eine Grundfläche ohne die Nebenanlagen von 70 × 30 Meter und zwei Etagen. Das Operative  Führungszentrum des MfNV war unterirdisch über ein Gangsystem mit dem Nachrichtenbunker verbunden.

## Sprach- und Datenkommunikationsanbindung
Im Nachrichtensystem der NVA nahm der Bunker Strausberg als Nachrichtenzentrale eine dominierende Stellung ein. Er stellt nicht nur das Zentrum des Systems als Endvermittlungsstelle für das Ministerium dar, sondern fungierte zugleich als Knotenvermittlungsstelle im Nachrichtensystem der NVA. In dieser Eigenschaft betrieb er eine Vielzahl von direkten Nachrichtenverbindungen zu anderen Nachrichten- (NZ), Hilfs (HNZ)- und Stütznachrichtenzentralen (StNZ) in der zentralen Führungsebene, den Teilstreitkräften der NVA, Kommandos der Teilstreitkräfte und Militärbezirke mit ihren gedeckt vorbereiteten Führungsstellen. Nur wenige sind hier gelistet:
- Hilfsnachrichtenzentrale 33 / Prenden – Führungsstelle des Nationalen Verteidigungsrates
- StNZ 301 / Wollenberg – Troposphärenfunkstation 301
- HNZ 34 / Tessin – Hauptgefechtsstand der Volksmarine der DDR
- NZ     / Garzau – Operatives Rechenzentrum des MfNV
- HNZ  2 / Streganz – Rückwärtige Führungsstelle des MfNV
- HNZ  4 / Hennickendorf – Ausweichführungsstelle (zuletzt zuständig Ministerrat)
- HNZ  7 / Niederlehme – Führungsstelle der Politischen Hauptverwaltung des MfNV
- HNZ  8 / Harnekop – Hauptführungsstelle des MfNV
- HNZ 40 / Blankenfelde – Führungsstelle des Kommandos Landstreitkräfte
- HNZ-21 / Fürstenwalde – Zentraler Gefechtsstand 14 der NVA-Luftstreitkräfte im Bunker Fuchsbau
- HNZ 22 / Eggersdorf – Hilfsführungsstelle des Kommandos der LSK/LV in der Barnim-Kaserne
- NZ     / Bad Saarow – Militärmedizinische Akademie
- NZ     / Berlin – Wehrbezirkskommando
- NZ     / Frankfurt (O)- Wehrbezirkskommando

weitere Verbindungen bestanden über die HNZ der zentralen Führungsebene in den Norden und Süden der Republik z. B. zu (zur):
- HNZ 51 / Altrehse – Führungsstelle des Militärbezirkes V Neubrandenburg
- HNZ 63 / Söllichau – Führungsstelle des Territorialen Militärbezirkes III Leipzig
- HNZ-121     / Kolkwitz – Gefechtsstand, 1. Luftverteidigungsdivision (NVA) (GS-31), Bunker Kolkwitz

- Ministerium des Innern der DDR, Grenzübergangsstellen, Übertragungsstellen der Deutschen Post usw.

## Bilder

Einblicke in den Bunker Strausberg
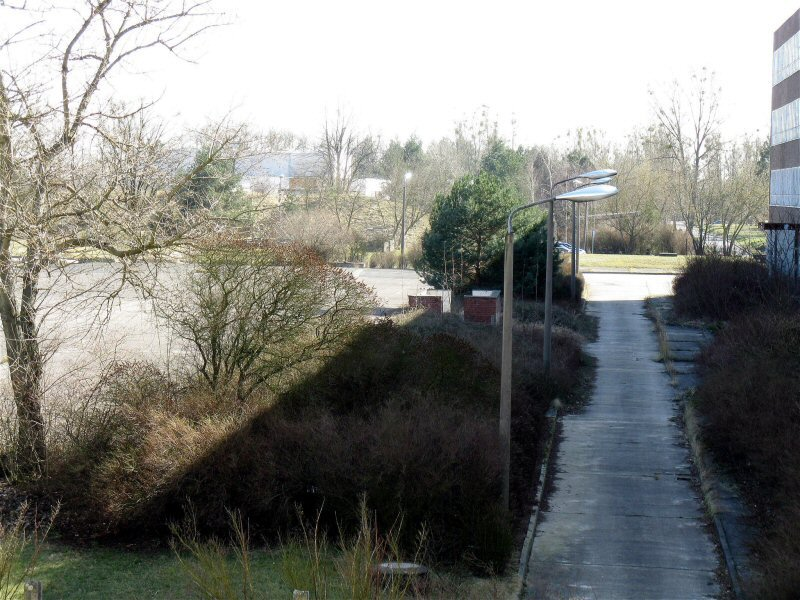
Bunkeroberfläche (links im Bild), im Hintergrund das OFZ
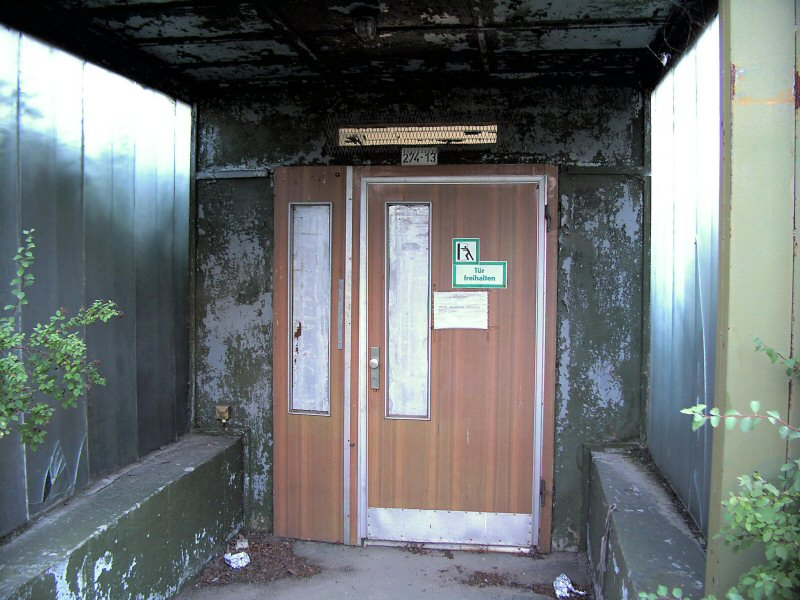
Zugang zum Treppenabgang
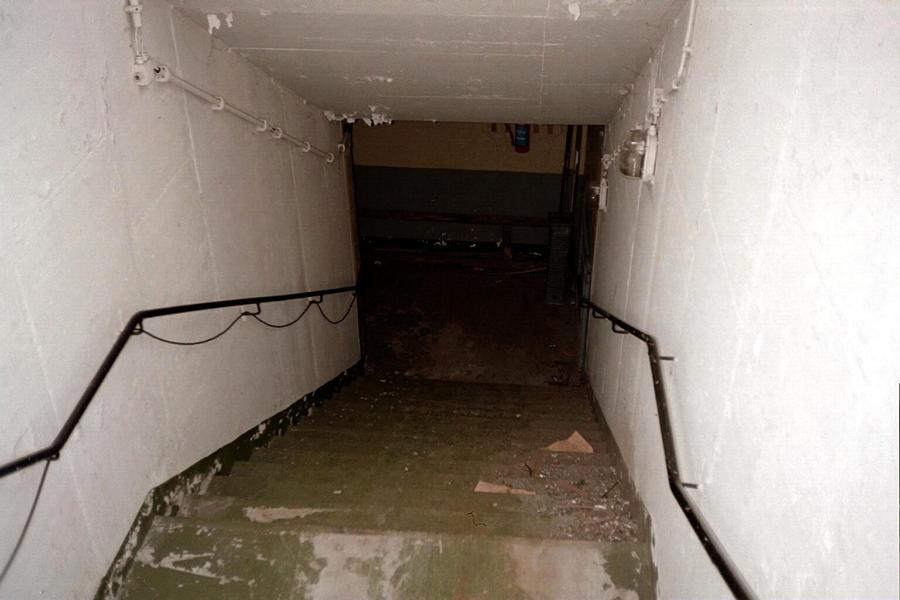
Treppenabgang in den Bunker
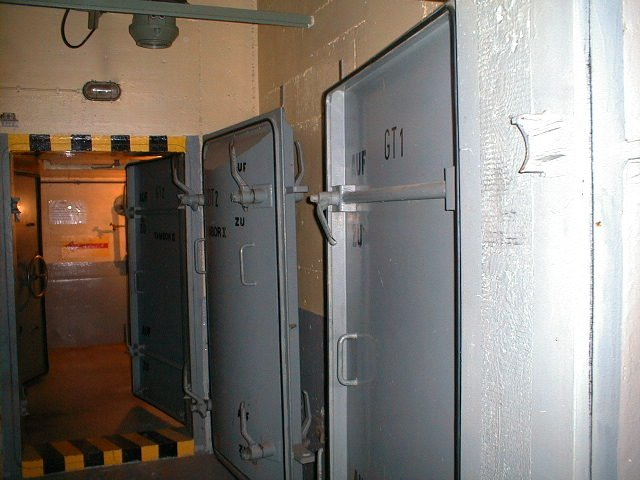
Schleusenbereich
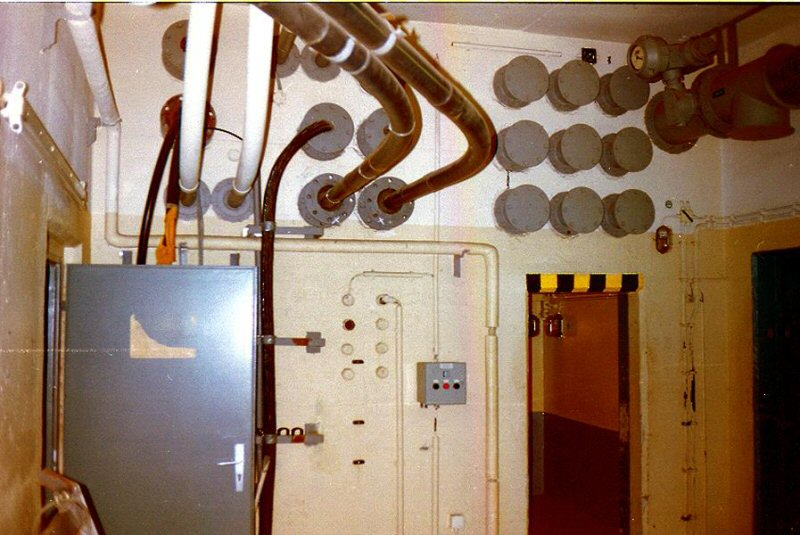
Nach Betreten des Bunkers
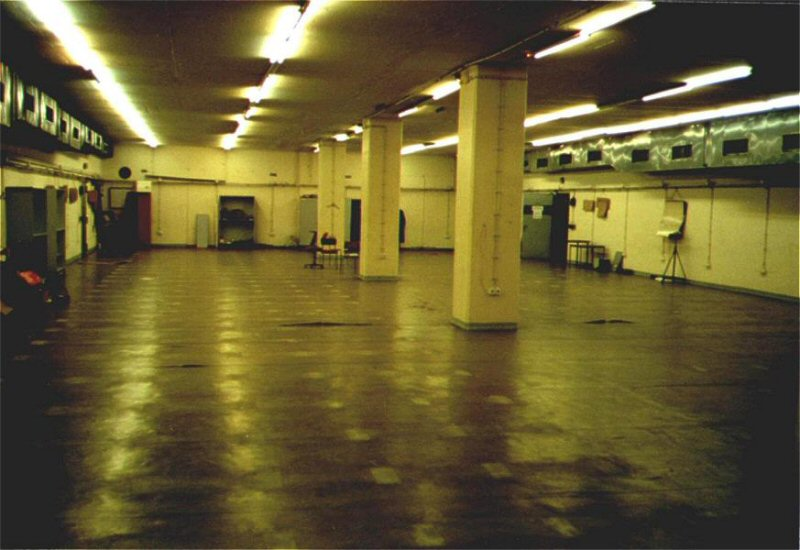
Saal der ehemaligen automatischen Telefonzentrale
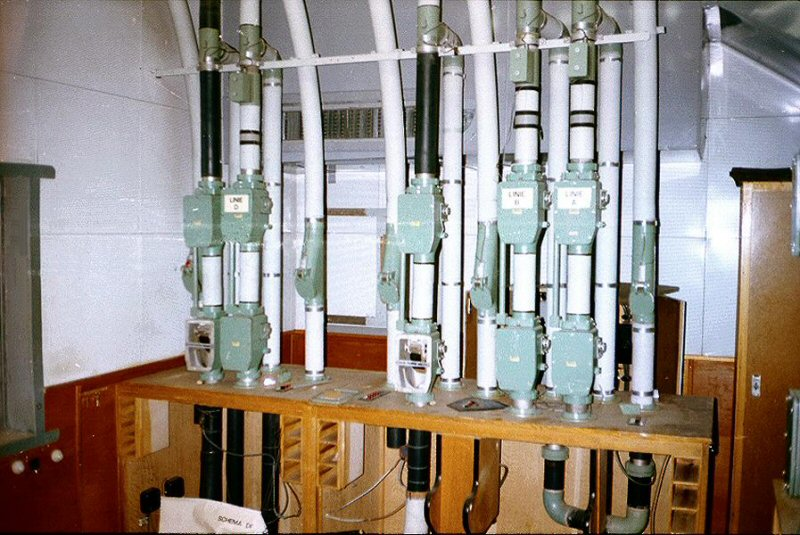
Rohrpostzentrale
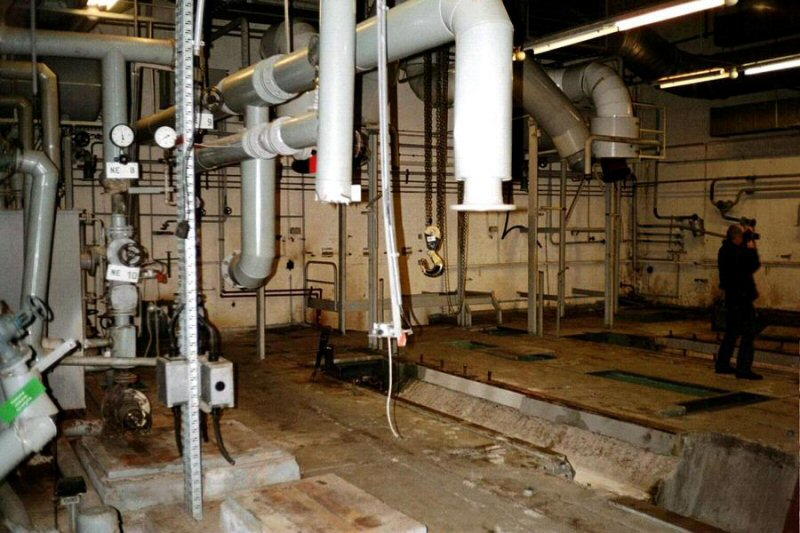
Netzersatzanlage (Dieselgeneratoraggregate sind entfernt)